# Жук, Кшиштоф
Кшиштоф Жук (пол. Krzysztof Żuk, 3 марта 1957 года, Красныстав, Польша) — польский экономист, с 2010 года мэр города Люблин. Первый председатель Городского совета в Свиднике. Заместитель министра в Министерстве государственной казны Польши.

## Биография
Кшиштоф Жук родился в Красныставе в 1957 году. Является доктором экономических наук и преподавателем на университетах: Марии Кюри-Склодовской и Университете экономики и инновации в Люблине.
В 1990—1996 годах был первым председателем Городского совета города Свидник. Сотрудничал с Институтом рыночной экономики  в области проектов по реструктуризации и приватизации коммунальных услуг, а также координировал реализацию программы Министерства по введению помощи ЕС для коммунальных компаний. В 2005 году, Кшиштоф Жук стал членом Комитета по экономике и управлению люблинского филиала Польской академии наук и членом Департаментского судебного комитета за нарушение дисциплины в области государственных финансов под эгидой Министерства государственной казны Польши. Заместитель мэра города Люблин (2006—2007). В 2007—2009 годах был заместителем министра в Министерстве государственной казны Польши. С 2010 года мэр города Люблин.

## Признание
- Офицер ордена Возрождения Польши (17 мая 2024 года)[4][5]
- Кавалер ордена Возрождения Польши (20 мая 2014 года)[6]
- Серебряный Крест Заслуг (27 октября 2010 года)[7]
- Орден «За заслуги» III степени (27 июня 2020 года, Украина) — за значительный личный вклад в государственное строительство, укрепление национальной безопасности, социально-экономическое, научное, техническое, культурно-образовательное развитие Украинского государства, значительные трудовые достижения, многолетнюю добросовестную работу[8].
- Почётный знак за заслуги для территориального самоуправления[пол.] (2015 год)[9]
- Медаль «За помощь армии» (2022 год, Украина)[10]